# Elini
Elini ist eine italienische Gemeinde (comune) mit 551 Einwohnern (Stand 31. Dezember 2023) in der Provinz Ogliastra auf Sardinien. Die Gemeinde liegt etwa 10,5 Kilometer westsüdwestlich von Tortolì.